# Optatus von Mileve

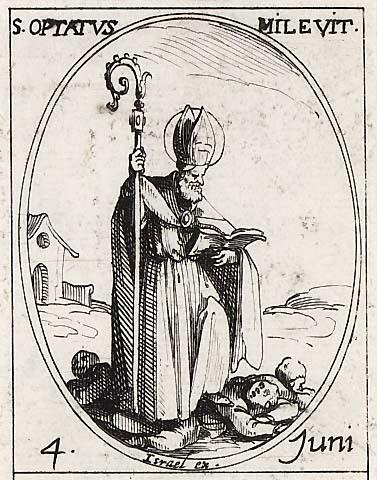
Darstellung des Optatus von Mileve durch Jacques Callot im 17. Jahrhundert

Optatus von Mileve (lateinisch Optatus Milevitanus; † vor 400) war Bischof von Mileve in Numidien, heute Mila in Algerien.
Er schrieb ein Werk in sieben Büchern, dessen Titel verloren ist, gegen die Angriffe des donatistischen Bischofs Parmenianus, es wird daher heute unter dem Titel De schismate Donatistarum adversus Parmeniarum geführt. Nach dem in Buch 1 ausgeführten Plan des Werkes sollte es sechs Bücher umfassen, das siebte Buch scheint ein Anhang zu sein. Darin legt er unter anderem dar, dass entgegen der donatistischen Meinung auch die Taufe von Schismatikern und traditores gültig sei, und lehnt die Wiedertaufe ab: Entscheidend für die Gültigkeit eines Sakramentes sei die korrekte Bestellung des Priesters, nicht seine persönliche Würdigkeit. Sein Ziel, eine Versöhnung der Donatisten mit der „katholischen“ Kirche zu bewirken, erreichte er nicht.
Sein Werk hatte Einfluss auf die Sakramentenlehre des Augustinus. Wichtig sind auch seine Ausführungen zum Verhältnis von Staat und Kirche: Hatte Donatus noch polemisch gefragt, was der Kaiser eigentlich mit der Kirche zu tun habe („Quid est imperatori cum ecclesia?“), stellte Optatus fest, die Kirche sei dem Römischen Reich untergeordnet, in dem sie sich befinde – nicht umgekehrt („Non enim res publica est in ecclesia, sed ecclesia est in re publica, id est imperio Romano“, Opt. 3, 3). Beide Positionen sollten in den folgenden Jahrhunderten eine wichtige Rolle spielen.
Optatus werden daneben fünf Predigten zugeschrieben, von denen wohl nur eine echt ist, nämlich eine Weihnachtspredigt.
Er ist ein Heiliger der katholischen Kirche mit dem Festtag 4. Juni.

## Werkausgaben
- Louis Ellies Dupin (Hrsg.): Sancti Optati Afri Milevitani episcopi De schismate donatistarum libri septem : ad manuscriptos codices et veteres editiones collati et innumeris in locis emendati; quibus accessere historia Donatistarum una cum monumentis veteribus ad eam spectandibus. 3. Aufl. Pralard, Paris 1702, online
- Oliver Rodie Vassall-Phillips: The work of St. Optatus, bishop of Milevis, against the Donatists. Longmans, Green, London 1917 online.
- Optatus von Mileve: Contra Parmenianum Donatistam – Gegen den Donatisten Parmenianus. Lateinisch und deutsch. Eingeleitet und übersetzt von Hermann-Josef Sieben (= Fontes Christiani, Bd. 56). Herder, Freiburg im Breisgau 2013, ISBN 978-3-451-30958-8.